# Mutinerie (album)
Pour les articles homonymes, voir Mutinerie (homonymie).
 (mai 2018).
Si vous disposez d'ouvrages ou d'articles de référence ou si vous connaissez des sites web de qualité traitant du thème abordé ici, merci de compléter l'article en donnant les références utiles à sa vérifiabilité et en les liant à la section « Notes et références ».
Mutinerie est le second album du groupe acadien Beausoleil Broussard. Cet album est sorti en 1977. Ce deuxième enregistrement de Beausoleil Broussard a été réalisé au Studio Saint-Charles de Longueuil avec la collaboration de Réal Leblanc.

## Personnel
Les musiciens qui jouent sur l'album sont :
- Claude Fournier : piano, guitare 12 cordes,mandoline, harmonica, guimbarde, basse, voix ;
- Isabelle Roy : piano et voix ;
- Jean-Gabriel Comeau : guitare, violon, alto, mandoline, voix ;
- Jacques Savoie : guitare, clarinette, mandoline, cuillères et palourdes, voix ;

## Liste des pistes
Face A
1. Par un dimanche au souère
2. Vermillion
3. La complainte d'Hubert Landry
4. La fille à Dugas
5. Valse pour faire danser dans son lit
6. L'année noire
7. La toune acadienne
8. Besson

Face B
1. Mutinerie
2. La turlutterie des infidèles
3. Tré-carré
4. Pif et Caribou
5. L'arbre est sans feuille